# Кинтана, Карлос (боксёр)
Карлос Кинтана (исп. Carlos Quintana; 6 ноября 1976, Мока, Пуэрто-Рико — пуэрто-риканский боксёр-профессионал, выступавший в полусредней весовой категории. Чемпион мира в полусредней (версия WBO, 2008) весовой категории.

## 1997—2005
Дебютировал в июне 1997 года.

## 26 августа2005Карлос Кинтана —Диллон Карью
- Место проведения:  Уэстчестер Каунтри Центр, Уайт Плейнс, Нью-Йорк, США
- Результат: Победа Кинтаны нокаутом в 1-м раунде в 10-раундовом бою
- Статус: Рейтинговый бой
- Время: 1:47
- Вес: Кинтана 67,00 кг; Карью 67,60 кг
- Трансляция: Azteca América

В августе 2005 года Кинтана вышел на ринг против гайанца Диллона Карью. В середине 1-го раунде Кинтана провёл встречный правый хук в челюсть. Карью рухнул на канвас. Он попытался встать, но на счёт 10 подняться не успел. Рефери зафиксировал нокаут.

## 2006
В мае 2006 года состоялся бой двух непобеждённых боксёров — Карлоса Кинтаны и Хоэля Хулио. Кинтана победил единогласным решением судей.

## 2 декабря2006Мигель Анхель Котто —Карлос Кинтана
- Место проведения:  Боардуолк Холл, Атлантик-Сити, Нью-Джерси, США
- Результат: Победа Котто техническим нокаутом в 5-м раунде в 12-раундовом бою
- Статус: Чемпионский бой за вакантный титул WBA в полусреднем весе
- Рефери: Стив Смогер
- Счёт судей: Мельвина Латан (48—45), Гленн Фелдман (48—45), Джордж Хилл (48—45) — все в пользу Котто
- Время: 3:00
- Вес: Котто 66,20 кг; Кинтана 66,70 кг
- Трансляция: Showtime
- Счёт неофициальных судей: Бернард Фернандес (47—46), Тим Грэхем (49—44), Хосе Санчес (49—45) — все в пользу Котто

В декабре 2006 года состоялся бой за вакантный титул WBA в полусреднем весе между двумя непобеждёнными пуэрториканцами Карлосом Кинтаной и Мигелем Анхелем Котто. Бой получился зрелищным. В конце 5-го раунда Котто левым боковым в печень послал противника на канвас. Кинтана с трудом поднялся. Котто бросился его добивать, и после серии ударов Кинтана вновь упал. Он вновь встал. Рефери Стив Смогер, который известен, тем, что позволяет боксерам добивать друг друга до тяжелого нокаута, позволил поединку продолжиться. Кинтана продержался до гонга. В перерыве между 5-м и 6-м раундами врач посоветовал прекратить бой.

## 9 февраля 2008Пол Уильямс —Карлос Кинтана
- Место проведения:  Печанга Ресорт энд Касино, Темекула, Калифорния, США
- Результат: Победа Кинтаны единогласным решением в 12-раундовом бою
- Статус: Чемпионский бой за титул WBO в 1-м среднем весе (1-я защита Уильямса)
- Рефери: Джек Рейсс
- Счёт судей: Майкл Перник (112—116), Тони Кребс (112—116), Хосе Кобиан (113—115) — все в пользу Кинтаны
- Вес: Уильямс 66,60 кг; Кинтана 66,60 кг
- Трансляция: HBO BAD
- Счёт неофициального судьи: Харольд Ледерман (115—113 Уильямс)

В феврале 2008 года Карлос Кинтана вышел на ринг против чемпиона мира в полусреднем весе по версии WBO Пола Уильямса. Уильямс заметно превосходил своего противника в росте и размахе рук. Несмотря на это, Кинтана успешно разрывал дистанцию и пробивал удары. По итогам 12 раундов судьи единогласно определили победителем Карлоса Кинтану. Неофициальный судья телеканала HBO Харольд Ледерман счёл победителем Уильямса.

## 7 июня 2008Карлос Кинтана —Пол Уильямс (2-й бой)
- Место проведения:  Мохеган Сан Казино, Юнкасвилл, Коннектикут, США
- Результат: Победа Уильямса техническим нокаутом в 1-м раунде в 12-раундовом бою
- Статус: Чемпионский бой за титул WBO в 1-м среднем весе (1-я защита Кинтаны)
- Рефери: Эдди Клаудио
- Время: 2:15
- Вес: Кинтана 66,20 кг; Уильямс 66,10 кг
- Трансляция: Showtime

В июне 2008 года состоялся 2-й бой между Карлосом Кинтаной и Полом Уильямсом. В середине 1-го раунде Уильямс провёл встречный правый кросс в голову противника. Кинтана попытался спастись в клинче, но неудачно. Уильямс провёл ещё несколько хуков в голову и корпус. Кинтана дрогнул и едва не упал. Американец провёл ещё несколько ударов. Пуэрториканец попытался уйти. Уильямс пробил правый хук вдогонку. Кинтана рухнул на канвас. Он, шатаясь, поднялся на счёт 5. Уильямс бросился его добивать. 1-м же ударом — левым хуком — он попал в челюсть. У пуэрториканца подкосились ноги, но он смог устоять, оперевшись о канаты. Уильямс начал его забивать. Кинтана спиной назад, пройдя через весь ринг, зашёл в противоположный угол. Американец выбросил несколько хуков по шатающейся цели, но большая часть ударов прошла мимо. В углу Уильямс провёл точный левый хук в челюсть. Потом туда же добавил ещё один левый крюк. Кинтана рухнул на пол, попутно обхватив американца. Уильямс не устоял на ногах, и тоже упал. Рефери сразу же прекратил бой. Кинтана был в неадекватном состоянии. На ринг сразу же выбежали врачи, подняли пуэрториканца и усадили его на табуретку.